# Calvoa subquinquenervia
Calvoa subquinquenervia är en tvåhjärtbladig växtart som beskrevs av De Wild.. Calvoa subquinquenervia ingår i släktet Calvoa och familjen Melastomataceae. Inga underarter finns listade i Catalogue of Life.